# Пакі (Лентехі)
Пакі (груз. ფაყი) — село в Грузії.
За даними перепису населення 2014 року в селі проживає 22 особа.